# Émile Delperée
Émile Delperée (Huy (Belgio), 15 settembre 1850 – Esneux, 9 novembre 1896) è stato un pittore belga.

## Biografia
Émile Daxhelet, vero nome dell'artista, era figlio di Pierre-Emmanuel Daxhelet, vedovo. All'età di sette anni perse anche il padre e fu accolto in famiglia da François Delperée e da sua moglie. Per riconoscenza verso questi genitori adottivi si firmerà sempre Émile Delperée.

Studiò all'Accademia di belle arti di Liegi negli anni 1870, dove fu allievo di Charles Soubre, di cui in seguito sposò la figlia Éugénie. 
Nel 1885 fu nominato Professore di pittura nella stessa Accademia.

Morì a soli 46 anni nella città di Esneux.
Ebbe come allievo Richard Heintz (1871-1929)

## Opere
- 1875: La Sérénade, collezione privata.
- 1876: Interdiction des processions jubilaires, Museo dell'Arte wallone di Liegi.
- 1880: 
  - Le prieur du couvent de Yuste et Charles-Quint, Broelmuseum, Museo di belle arti di Courtrai.
  - Députation des dames belges offrant un diadème à la Reine, Museo di belle arti di Liegi.
- 1884: Portrait du professeur Eugène Catalan, Collezioni d'arte dell'Università di Liegi.
- 1886:
  - Decorazione della "Sala dei passi perduti" del palazzo di Giustizia di Liegi.
  - Portrait du professeur Lucien-Louis de Koninck, Collezioni d'arte dell'Università di Liegi.
  - Portrait du professeur Adolphe Wasseige, recteur de l'Université, Collezioni d'arte dell'Università di Liegi.
- 1890-1896: Charlemagne dictant les Capitulaires (pittura murale all'encausto), Palazzo della provincia di Liegi.
- 1892: Portrait de la marquise de Peralta, Museo di belle arti, Liegi.
- Attendant l'audience, collezione privata.
- La leçon de musique, collezione privata.
- L'homme au fusil, collezione privata.
- Hallebardiers jouant aux dés, Museo di Huy.

## Riconoscimenti
- Una strada gli è stata intitolata ad Huy, sua città natale